# T-Nomenklatur
Als t-Nomenklatur
wird eine Nomenklatur der Zahnhöcker (= Tuberkel) an den oberen Molaren bezeichnet, die insbesondere bei Altweltmäusen verwendet wird. Sie wurde 1912 von Gerrit Smith Miller eingeführt. Miller nahm an, dass die oberen Molaren der Altweltmäuse ursprünglich drei Reihen mit je drei Höckern aufwiesen, wie sie sich noch am ersten Molar junger Waldmäuse erkennen lassen. Er nummerierte die Höcker von innen nach außen und von vorne nach hinten durch.
Die Höcker der inneren Längsreihe bezeichnete er als t1, t4 und t7, die der mittleren Reihe als t2, t5 und t8 und die der äußeren Reihe als t3, t6 und t9.
Fehlende Höcker, insbesondere am zweiten und am dritten Molar, sind durch Vergleich homologisierbar. Im Gegensatz zur t-Nomenklatur sollen andere Nomenklaturen wie die nach Cope und Osborn oder die nach Vandebroek Homologien für alle Säugetiere ausdrücken.
|                           | Lagebezeichnung | Lagebezeichnung | t-Nomenklatur | Nomenklatur nach Cope und Osborn | Nomenklatur nach Vandebroek |
| ------------------------- | --------------- | --------------- | ------------- | -------------------------------- | --------------------------- |
| vorderer Innenhöcker      | antero-lingual  | mesio-lingual   | t1            | Protoconus                       | Epicon                      |
| Höcker zwischen t1 und t2 |                 |                 | t1 bis        |                                  |                             |
| vorderer Mittelhöcker     | antero-medial   | mesial          | t2            |                                  |                             |
| vorderer Außenhöcker      | antero-buccal   | mesio-labial    | t3            |                                  |                             |
| zentraler Innenhöcker     | zentro-lingual  | zentro-lingual  | t4            | Hypoconus                        | Endocon                     |
| zentraler Mittelhöcker    | zentro-medial   | zentral         | t5            |                                  |                             |
| zentraler Außenhöcker     | zentro-buccal   | zentro-labial   | t6            | Paraconus                        | Eocon                       |
| hinterer Innenhöcker      | postero-lingual | disto-lingual   | t7            |                                  | Disto-Endocon               |
| hinterer Mittelhöcker     | postero-medial  | distal          | t8            |                                  |                             |
| hinterer Außenhöcker      | postero-buccal  | disto-labial    | t9            | Metaconus                        | Distocon                    |
| 1.                        |                 |                 |               |                                  |                             |